# Предојевић
Предојевић је српскохрватско презиме, патроним настао од старосрпског имена Предоје. Традиционално се налази у Херцеговини, носе га етнички Срби. Презиме се налази у Срба у Ервенику у Хрватској. Може се односити на следеће особе:
- Борки Предојевић (1987), шаховски велемајстор
- Телли Хасан паша (Хасан-паша Предојевић, у. 1593), османски војни заповедник
- Габријел Предојевић, епископ марчански 1642–1644
- Максим Предојевић, епископ марчански 1630–1642
- Немања Предојевић, српски ТВ глумац (Потписани)
- Василије Предојевић, епископ марчански 1644–1648
- Владимир Предојевић, српски иконописац (Саборна црква Светог Михаила)
- Срђан Предојевић, српски ТВ водитељ (РТВ Пинк)